# Лудвиг Ван ден Берг
Лудвиг Ван ден Берг (на английски: Lodewijk van den Berg) e американски учен и астронавт на НАСА, участник в един космически полет. Той е първият германец в Космоса, но не и първият германски гражданин, тъй като е роден в Нидерландия (от родители германци), а по време на полета вече е натурализиран американец.

## Образование
Лудвиг Ван ден Берг е завършил гимназия в родния си град. Между 1949 и 1961 г. работи като инженер-химик и преподавател в научен институт в родината си. През 1962 г. заминава за САЩ и защитава магистратура по приложна наука в университета на Делауеър. През 1974 г. защитава докторат в същото висше учебно заведение.

## Служба в НАСА
Лудвиг Ван ден Берг е избран за астронавт от НАСА на 5 юни 1983 г., Астронавтска група Spacelab-3. Избран е между четирима кандидати. Взема участие в един космически полет и има 168 часа в космоса. На 53 г. възраст става един от най-възрастните астронавти летели в космическото пространство за първи път.

### Космически полет
Лудвиг Ван ден Берг лети в космоса като член на екипажа на една мисия:
| Космически полет на Лудвиг Ван ден Берг                      | Космически полет на Лудвиг Ван ден Берг | Космически полет на Лудвиг Ван ден Берг | Космически полет на Лудвиг Ван ден Берг | Космически полет на Лудвиг Ван ден Берг | Космически полет на Лудвиг Ван ден Берг | Космически полет на Лудвиг Ван ден Берг |
| №                                                            | Дата                                    | КК                                      | Емблема на мисията                      | Функции                                 | Продължителност                         |                                         |
| ------------------------------------------------------------ | --------------------------------------- | --------------------------------------- | --------------------------------------- | --------------------------------------- | --------------------------------------- | --------------------------------------- |
| 1                                                            | 29 април 1985                           | „Чалънджър“, мисия STS-51B              |                                         | Специалист по полезния товар            | 7 денонощия 00 часа 08 мин 46 сек.      |                                         |
| Сумарно време в космоса – 7 денонощия 00 часа 08 мин 46 сек. |                                         |                                         |                                         |                                         |                                         |                                         |